# Левіна Марія Єфремівна
Марі́я Єфре́мівна Ле́віна (1911—1990) — український фахівець у царині турбобудування, доктор технічних наук (1971), професор (1973).

## Життєпис
Народилася 1911 року в Харкові, 1932-го закінчила Харківський технологічний інститут, де відтоді й працювала на кафедрі турбінобудування (в 1971–1990 роках — професор).
Брала участь у створенні газової турбіни, першої в СРСР, у 1943–1945 роках — у проектуванні газотурбінного двигуна ДТ-43 для танків.
Марія Левіна однією з перших розробила теорію просторової течії у турбінних ступенях, запропонувала та впровадила у практику турбінобудування нові ступені (зі зменшеним градієнтом реактивності).
Від 1945 року керувала розробленням схем газотурбінних установок для морських суден, протягом 1947—1951 років — експериментальним дослідженням камер згоряння газових турбін. Від 1952 року керувала дослідженнями аеродинаміки проточної частини турбін з урахуванням просторових явищ.
Серед робіт:
- «Розрахунок просторового двопараметричного потоку в ступені з випадковими меридіальними», 1966
- «Вплив геометричних характеристик турбінної ступені на радіальний градієнт реактивності», 1966
- «Дослідження ступенів зі зворотньою закруткою соплових лопаток», 1970
- «Розробка та дослідження високоефективних турбінних ступенів з мінімальним периферійним витіканням», 1986, все — у співавторстві.

Зареєстровано патент «Регульований сопловий апарат турбодетандерного агрегату», співавтор А. С. Федотов.